# Oussama Gatal
Oussama Gatal (en arabe : أسامة قتال, en tifinagh : ⵓⵙⵙⴰⵎⴰ ⴳⴰⵜⴰⵍ) est un footballeur algérien né le 14 mai 1997 à Béchar. Il évolue au poste d'arrière droit.

## Carrière

### En club

#### Avec la JS Kabylie (2021-2024)
En septembre 2021, il signe un contrat de deux saisons, avec la JS Kabylie.
Lors de la 26e journée du championnat d'Algérie de la saison 2022-2023, le 1er juillet 2023, au Stade du 20-août-1955, à Béchar, face à la JS Saoura, il inscrit un but capital, dans la course au maintien des Canaris, en Ligue 1, en égalisant, pour le 2-2, à la 95e minute de jeu.
En juillet 2023, il prolonge son contrat, pour deux saisons supplémentaires, avec la JS Kabylie.
En juillet 2024, il résilie son contrat à l'amiable, avec la JS Kabylie.

### En équipe nationale
Oussama Gatal reçoit deux sélections en équipe d'Algérie olympique. Son premier match a eu lieu le 15 octobre 2018 contre le Maroc et son dernier match a eu lieu le 19 février 2019 contre la Tunisie.